# Bugasong
Bugasong ist eine philippinische Stadtgemeinde in der Provinz Antique. Sie hat 33.642 Einwohner (Zensus 1. August 2015).

## Baranggays
Bugasong ist politisch unterteilt in 27 Baranggays.
| - Anilawan - Arangote - Bagtason - Camangahan - Cubay North - Cubay South - Guija - Igbalangao - Igsoro - Ilaures - Jinalinan - Lacayon - Maray - Paliwan | - Pangalcagan - Centro Ilawod (Pob.) - Centro Ilaya (Pob.) - Centro Pojo (Pob.) - Sabang East - Sabang West - Tagudtud North - Tagudtud South - Talisay - Tica - Tono-an - Yapu - Zaragoza |